# Husinec (ort i Tjeckien, Mellersta Böhmen)
Husinec är en ort i Tjeckien.   Den ligger i regionen Mellersta Böhmen, i den centrala delen av landet, 10 km norr om huvudstaden Prag. Husinec ligger 186 meter över havet och antalet invånare är 865.
Terrängen runt Husinec är huvudsakligen platt. Husinec ligger nere i en dal.Runt Husinec är det mycket tätbefolkat, med 1 754 invånare per kvadratkilometer. Närmaste större samhälle är Prag, 10,1 km söder om Husinec. Trakten runt Husinec består till största delen av jordbruksmark.